# Каспарян Сурен Акопович
Сурен Акопович Каспарян (Каспаров, Каспар'ян) (15 серпня 1924 — 3 січня 1994) — радянський офіцер, учасник Великої Вітчизняної війни, Герой Радянського Союзу .

## Біографія
Народився 15 серпня 1924 року в селі Килижбах Степанакертського району Нагірного Карабаху (нині де-факто Аскеранський район невизнаної НКР, де-юре — Ходжалінський район Азербайджану) в вірменській селянській родині. У ранньому дитинстві родина Каспаряна переїжджає на постійне місце проживання в Ташкент, де в 1940 він закінчив середню школу на базі 7 класів. Після закінчення школи влаштувався працювати токарем на Ташкентську взуттєву фабрику Горького.
Після досягнення 18-річного віку у грудні 1942 року був призваний на військову службу до лав Червоної Армії . В 1943 закінчив полкову школу артилерійських навідників, після чого отримав звання сержанта і в жовтні того ж року був переведений до складу діючої армії. Свій військовий шлях молодої гвардії сержант розпочав на посаді навідника зброї 86-го гвардійського окремого винищувально-протитанкового дивізіону 82-ї гвардійської стрілецької дивізії 8-ї гвардійської армії . Брав участь у героїчних боях з німецько-фашистськими загарбниками на 3-му Українському та 1-му Білоруському фронтах. Особливо відзначився у Польщі 20 серпня 1944 року: у боях на Магнушевському плацдармі гітлерівці прагнули зупинити просування радянських бійців на захід. З цією метою фашисти здійснили контрнаступ, підключивши піхоту та 40 танків важкої та середньої ваги. Частина з них, а саме 19 танків, атакувала вогневу точку навідника гармати Каспаряна. Він рішуче вступив у нерівний бій із ворогом і першим пострілом підпалив ворожий танк. Перший успіх надихнув сержанта і, незважаючи на потужний ворожий вогонь, він сміливо продовжив обстріл фашистів, один за одним підбивши чотири німецькі танки типу «Тигр». Усього ж сержантом було підбито 5 танків, решта відступила. Однак одному з ворожих танків вдалося кількома залпами знищити зброю і важко поранити Каспаряна. Але й після поранення він не покинув поле бою. Лише після розпорядження самого командира його перевели до тилу.
18 листопада 1944 року указом Президії Верховної Ради СРСР за зразкове виконання бойових завдань командування на фронті боротьби з німецько-фашистським загарбниками і проявлені при цьому мужність і героїзм гвардії сержантові Каспаряном Сурену Акопович присвоєно звання Героя Радянського Союзу з врученням ордена Леніна і медалі «Золота Зірка» (№ 3127).

В наградном листе сержанта Каспаряна, наводчика орудия 86-го особого истребительного отряда 82-го противотанкового гвардейского дивизиона, командующим 8-й гвардейской армией генерал-полковником Чуйковым отмечено, что 
|  | Своим беспримерным подвигом Каспарян вдохновил товарищей и наступавших пехотинцев, которые, продвинувшись вперёд, обеспечили захват плацдарма на левобережье Вислы, а затем и его расширение. |

Після закінчення війни якийсь час продовжував служити в армії. З 1945 по 1946 роки був курсантом Сумського артилерійського училища . Демобілізувавшись у 1947 році, повернувся до Ташкента, де жив і працював аж до 1951 року, коли був знову призваний до Радянської Армії для проходження обов'язкових військових зборів. Командування відправило його на спеціальні курси до Ростовського артилерійського училища . У 1952 році після чергового відрядження закінчив із відзнакою курси лейтенантів при Одеському артилерійському училищі імені М. В. Фрунзе, із закінченням курсів отримав офіцерське звання. У 1956 році, дослужившись до капітана, Каспаряна було звільнено в запас.
Після звільнення з армії повернувся до Ташкента де пішов на роботу майстром у швейне ательє імені Ст. І. Леніна, потім він переїхав до Єревану і працював на автозаводі " ЄрАЗ ".
Помер герой 3 січня 1994 .

## Нагороди
- Герой Радянського Союзу;
- орден Леніна;
- орден Вітчизняної війни І ступеня;
- медалі.